# منیر بعلبکی
مُنیر بعلبکی (۱۹۱۸–۱۹۹۹) دانشنامه‌نویس، زبان‌شناس، روزنامه‌نگار، مترجم، ناشر و دانشگاهی لبنانی پُراثر بود. برجسته‌ترین اثر او دانشنامهٔ المَورِد است که با شمارگان بالایی بازچاپ شده‌است.   